# Anta de Vilarinho da Castanheira
L'Anta de Vilarinho da Castanheira (aussi appelé Pala da Moura) est un dolmen situé sur le territoire de la municipalité de Carrazeda de Ansiães (District de Bragance) au Portugal. 
,. 
Le mot anta est l'équivalent portugais d'« ante » (pilier terminal d'un temple grec ou romain), mais il est aussi employé pour désigner les pierres d'un dolmen ou le dolmen lui-même. Environ 5 000 structures mégalithiques de ce type ont été construites au Néolithique dans l'ouest de la péninsule Ibérique par les successeurs de la culture de la céramique cardiale ou Cardial.
Il a été classé monument national en 1910 .

## Description
Ce monument mégalithique comprend une chambre funéraire polygonale composée de huit orthostates et d'un monolithe de couverture. Il dispose également d'une allée couverte  orientée à l'est. 
Sur l'intérieur de l'un des piliers, on peut voir des traces d'une composition picturale primitive. A proximité se trouvent deux moulins à roues restaurés. Ces édifices sont situés dans un espace naturel et sont équipés d'équipements de loisirs où les visiteurs peuvent passer un moment en profitant d'un environnement bucolique.

## Galerie

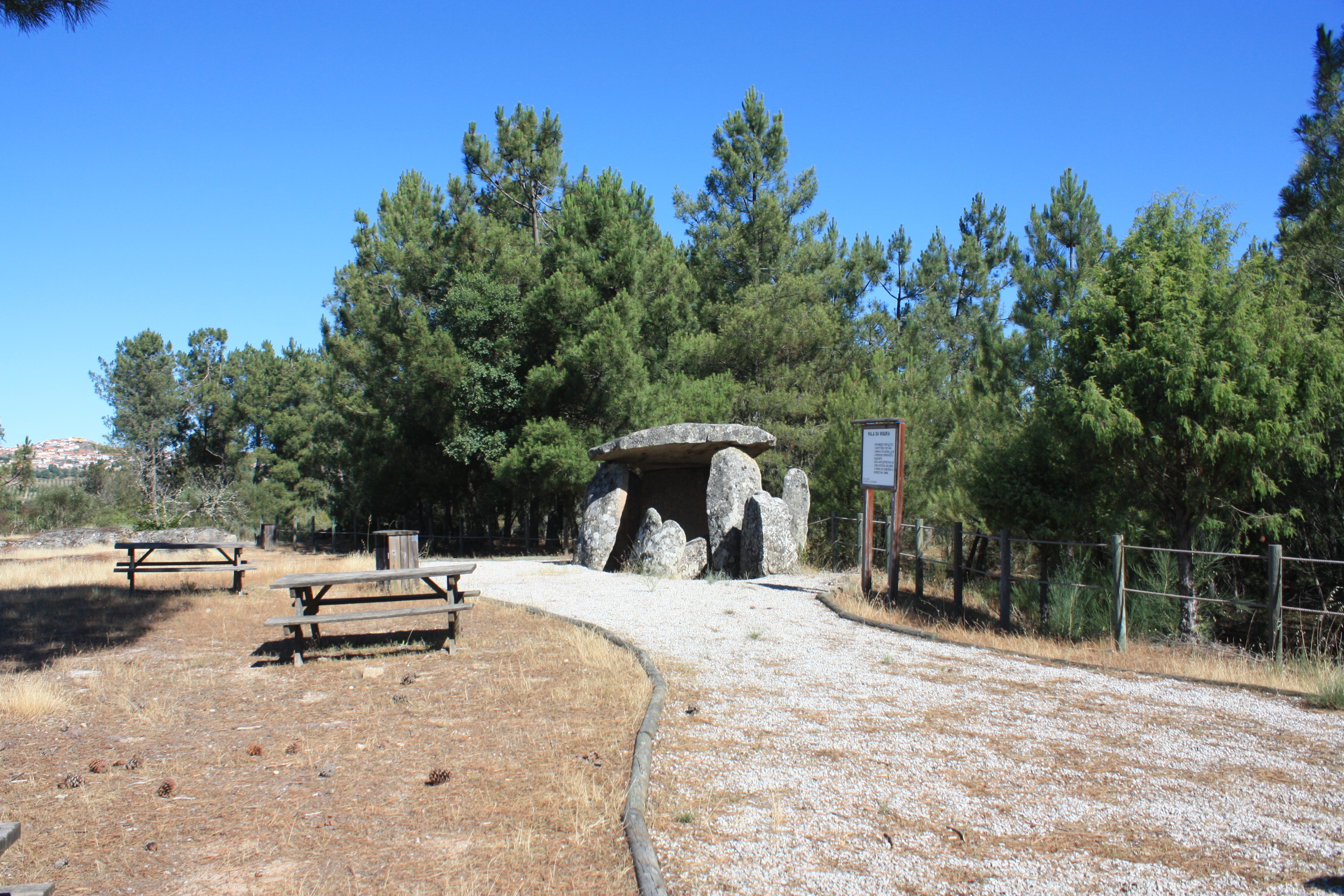
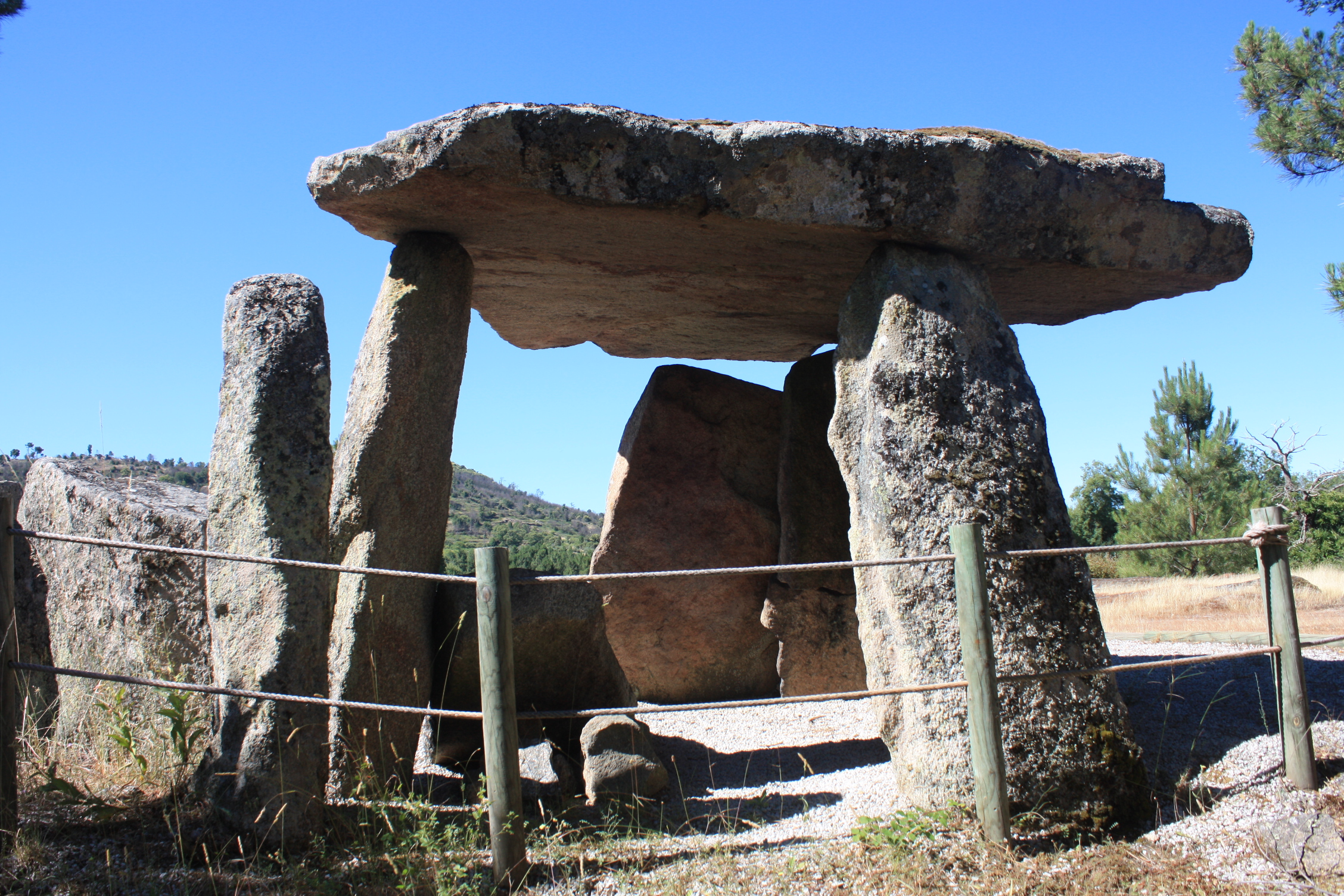